# Gliomastix luzulae
Gliomastix luzulae är en svampart som först beskrevs av Karl Wilhelm Gottlieb Leopold Fuckel, och fick sitt nu gällande namn av E.W. Mason ex S. Hughes 1958. Gliomastix luzulae ingår i släktet Gliomastix, ordningen köttkärnsvampar, klassen Sordariomycetes, divisionen sporsäcksvampar och riket svampar.   Inga underarter finns listade i Catalogue of Life.